# Dorcasta
Dorcasta is een kevergeslacht uit de familie van de boktorren (Cerambycidae). De wetenschappelijke naam van het geslacht werd voor het eerst geldig gepubliceerd in 1858 door Pascoe.

## Soorten
Dorcasta omvat de volgende soorten:
- Dorcasta borealis Breuning, 1940
- Dorcasta cinerea (Horn, 1860)
- Dorcasta crassicornis Pascoe, 1858
- Dorcasta dasycera (Erichson, 1848)
- Dorcasta gracilis Fisher, 1932
- Dorcasta implicata Melzer, 1935
- Dorcasta quadrispinosa Breuning, 1940
- Dorcasta singularis Martins & Galileo, 2001